# Малый драматический театр
Академический Малый драматический театр — Театр Европы — российский драматический театр в Санкт-Петербурге. Художественным руководителем — директором театра является Лев Абрамович Додин.

## История театра
Ленинградский областной драматический театр малых форм был создан в Ленинграде в 1944 году решением Исполнительного комитета Ленинградского областного Совета депутатов трудящихся от 9 сентября 1944 года № 83. Первое время театр был передвижным, не имел собственного здания, а труппа театра давала спектакли в городках и сёлах Ленинградской области. Лишь в 1956 году театру было выделено здание в Ленинграде на улице Рубинштейна, дом 18.
С 1944 по 1969 год директором театра был Евгений Михайлович Корнблит.
С 1961 по 1966 годы главный режиссёр театра — Яков Семёнович Хамармер.
С 1967 по 1970 годы главный режиссёр театра — Вадим Сергеевич Голиков.
В 1973 году главным режиссёром театра становится Ефим Михайлович Падве. Он ставит спектакли «Инцидент» Н. Баэра (1974), «Вечно живые» В. Розова (1975), «Нина» А. Кутерницкого (1975), «Оглянись во гневе» Д. Осборна (1976), «Наваждение» А. Галина (1978), «Страница из дневника Печорина» по роману М. Лермонтова «Герой нашего времени» (1978), «Господа офицеры» по повести А. Куприна «Поединок» (1980), «Закон вечности» по роману Н. Думбадзе (1981), «Фиеста» по роману Э. Хемингуэя (1982), «Двадцать минут с ангелом» А. Вампилова (1983). В театре также ставят спектакли Лев Додин — «Разбойник» по пьесе К. Чапека, «Татуированная роза» Т. Уильямса, «Живи и помни» по повести В. Распутина, «Назначение» А. Володина, «Дом» по роману Ф. Абрамова; Вениамин Фильштинский — «Муму», «Сын полка»;  Генриетта Яновская — «Вкус мёда» Ш. Дилени, «Стеклянный зверинец» Т. Уильямса, Е. Арье — «Счастье моё» по пьесе А. Червинского «Бумажный патефон».
С 1983 года главным режиссёром, а с 2003 года художественным руководителем — директором театра является Лев Абрамович Додин.
В разные годы на сцене театра ставили спектакли режиссёры Юрий Дворкин, Генриетта Яновская, Кама Гинкас, Лев Додин.
В 1988 году Малый драматический театр получил британскую Премию Лоренса Оливье в номинации «За достижение в области театра» за спектакль «Звёзды на утреннем небе» на сцене театра Риверсайд Студиос.
В 1993 году приказом Министерства культуры Российской Федерации от 27 ноября 1993 года № 663 театру присвоено почётное звание «Академический».
В 1995 году приказом Министерства культуры Ленинградской области от 1 февраля 1995 года № 10 театр переименован в Государственное учреждение «Санкт-Петербургский государственный академический Малый драматический театр» Министерства культуры Ленинградской области.
В 1998 году решением Генеральной Ассамблеи Союза европейских театров МДТ присвоен статус Театра Европы.
В 2000 году приказом Комитета по культуре Правительства Ленинградской области от 21 декабря 2000 года № 116 театр переименован в Ленинградское областное учреждение культуры «Академический Малый драматический театр — Театр Европы».
В 2003 году распоряжением Правительства Российской Федерации от 24 ноября 2003 года № 1693-р театр преобразован в Федеральное государственное учреждение культуры «Академический Малый драматический театр — Театр Европы». Новым учредителем стало Министерство культуры Российской Федерации.
С 2011 года официальное название театра — Федеральное государственное бюджетное учреждение культуры «Академический Малый драматический театр — Театр Европы».
5 мая 2023, после проверки Прокуратурой, Роспотребнадзором, МЧС, театр был закрыт, двери опечатаны, до 12 мая 2023. Это связывают с антивоенной позицией Л. Додина и Д. Козловского.

## Труппа театра
Артисты:
- Наталья Акимова заслуженная артистка России (1993)[11]
- Владимир Артёмов
- Елизавета Боярская заслуженная артистка России (2018)[12]
- Вера Быкова заслуженная артистка РСФСР (1985)
- Александр Быковский
- Елена Васильева
- Сергей Власов заслуженный артист России (1993)[13]
- Олег Гаянов
- Светлана Григорьева заслуженная артистка РСФСР (1971)
- Павел Грязнов
- Олег Дмитриев
- Ярослав Дяченко
- Владимир Захарьев
- Алексей Зубарев
- Игорь Иванов народный артист России (2004)[14]
- Наталья Калинина
- Екатерина Клеопина
- Артур Козин
- Данила Козловский заслуженный артист России (2018)[12]
- Сергей Козырев заслуженный артист России (2002)[15]
- Александр Кошкарёв
- Сергей Курышев народный артист России (2015)[16]
- Дарья Ленда
- Леонид Луценко
- Уршула Малка
- Сергей Мучеников
- Анжелика Неволина заслуженная артистка России (2009)[17]
- Надежда Некрасова
- Мария Никифорова
- Станислав Никольский
- Бронислава Проскурнина
- Ксения Раппопорт народная артистка России (2015)[16]
- Татьяна Рассказова заслуженная артистка России (2007)[18]
- Екатерина Решетникова
- Адриан Ростовский
- Дарья Румянцева
- Олег Рязанцев
- Михаил Самочко заслуженный артист РСФСР (1982)
- Евгений Санников
- Владимир Селезнёв заслуженный артист России (2010)[19]
- Никита Сидоров
- Наталья Соколова
- Елена Соломонова
- Арина Сумкина
- Екатерина Тарасова
- Станислав Ткаченко
- Ирина Тычинина заслуженная артистка России (2007)[20]
- Галина Филимонова заслуженная артистка России (1993)[21]
- Наталья Фоменко заслуженная артистка России (1996)[22]
- Иван Чепура
- Игорь Черневич заслуженный артист России (2011)[23]
- Татьяна Шестакова народная артистка России (1995)[24]

Артисты-стажёры:
- Виталий Андреев
- Анастасия Лебедева
- Полина Севастьянихина
- Михаил Титоренко
- Евгений Шолков

Приглашённые артисты:
- Ирина Демич
- Лия Кузьмина
- Пётр Семак

## Репертуар

### Основная сцена[25]
- 1984 — «Муму» по мотивам произведений И. С. Тургенева. Сценическая композиция и постановка В. Фильштинского.
- 1985 — «Братья и сёстры» по романам Ф. А. Абрамова. Постановка Л. Додина
- 1986 — «Повелитель мух» по роману У. Голдинга. Постановка Л. Додина
- 1987 — «Звёзды на утреннем небе» по пьесе А. Галина. Художественный руководитель постановки — Л. Додин, режиссёр — Татьяна Шестакова.
- 1990 — «Gaudeamus» по мотивам повести С. Каледина. Постановка Л. Додина
- 1991 — «Бесы» по роману Ф. М. Достоевского. Пьеса и постановка Л. Додина
- 1995 — «Звёздный мальчик» по сказке О. Уайльда. Постановка Григория Дитятковского
- 1997 — «Зимняя сказка» по пьесе У. Шекспира. Постановка Д. Доннеллана.
- 1999 — «Чевенгур» по мотивам прозы А. Платонова. Сценическая композиция и постановка Л. Додина
- 2000 — «Молли Суини» по пьесе Б. Фрила. Постановка Л. Додина
- 2003 — «Дядя Ваня» по пьесе А. П. Чехова. Постановка Л. Додина
- 2003 — «Утиная охота» по пьесе А. Вампилова. Режиссёр — В. Туманов
- 2006 — «Король Лир» по пьесе У. Шекспира. Сценическая композиция и постановка Л. Додина
- 2007 — «Жизнь и судьба» по роману В. С. Гроссмана. Режиссёр — Л. Додин
- 2007 — «Варшавская мелодия» по пьесе Л. Зорина. Художественный руководитель постановки — Л. Додин. Режиссёр — Сергей Щипицин
- 2008 — «Бесплодные усилия любви» по пьесе У. Шекспира. Сценическая композиция и постановка Л. Додина
- 2008 — «Долгое путешествие в ночь» по пьесе Юджина О’Нила. Сценическая композиция и постановка Л. Додина
- 2008 — «Снежная королева» по пьесе Е. Шварца. Постановка Г. Дитятковского
- 2009 — «Повелитель мух» по роману У. Голдинга. Постановка Л. Додина
- 2010 — «Три сестры» по пьесе А. П. Чехова. Постановка Л. Додина
- 2010 — «Русалочка» по сказке Андерсена. Постановка Р. Кудашова
- 2011 — «Портрет с дождём» по киносценарию А. Володина. Сценическая композиция и постановка Л. Додина
- 2012 — «Коварство и любовь» по пьесе Ф. Шиллера. Сценическая композиция и постановка Л. Додина
- 2012 — «Ворон» по пьесе К. Гоцци. Постановка Г. Дитятковского
- 2013 — «Враг народа» по пьесе Г. Ибсена. Сценическая композиция и постановка Л. Додина
- 2013 — «Подросток» по роману Ф. М. Достоевского. Сценическая композиция и постановка О. Дмитриева
- 2014 — «Вишнёвый сад» по пьесе А. П. Чехова. Сценическая композиция и постановка Л. Додина
- 2015 — «Братья и сёстры. Версия 2015» по романам Ф. А. Абрамова. Постановка Л. Додина
- 2015 — «Шоколадный солдатик» по пьесе Б. Шоу. Режиссёр — А. Шербан.
- 2016 — «Гамлет». Сочинение для сцены Л. Додина по С. Грамматику, Р. Холиншеду, У. Шекспиру, Б. Пастернаку. Постановка Л. Додина
- 2017 — «Страх любовь отчаяние» по пьесам Б. Брехта. Сценическая композиция и постановка Л. Додина
- 2020 — «Где нет зимы» пьеса Я. Туминой и Елены Покорской по мотивам одноимённой повести Дины Сабитовой. Постановка Я. Туминой
- 2020 — «Братья Карамазовы» пьеса Л. Додина по мотивам Достоевского Ф. М. Постановка Л. Додина, ассистент режиссёра — Н. Сидоров
- 2021 — «Из фрески ВЕЧНОСТЬ» вечер поэзии. Поэты-шестидесятники, их учителя и предтечи. Режиссёр — В. Галендеев
- 2022 — «Чайка». Сочинение для сцены Льва Додина по мотивам одноимённой пьесы А.П.Чехова. Постановка Л. Додина
- 2023 — «Король Лир». Сценическая композиция и постановка Л. Додина (обновленная версия спектакля «Король Лир» 2006 года)
- 2024 — «Палата № 6». Пьеса Льва Додина по одноименной повести А. П.Чехова. Постановка Л. Додина
- 2024 — «Восемь снов». Сюрреалистическая драма по мотивам пьесы «Бег» М. А. Булгакова. Постановка Я. Туминой.

### Камерная сцена[26]
- 2000 — «Фрёкен Жюли» по пьесе А. Стриндберга. Режиссёр — И. Николаев.
- 2002 — «Парчовый барабан» по пьесе Ю. Мисима. Режиссёр — Владимир Туманов.
- 2004 — «Любовь Дона Перлимплина» по пьесе Федерико Гарсиа Лорки. Режиссёр — О. Дмитриев.
- 2006 — «Дом Бернарды Альбы» по пьесе Г. Лорки. Режиссёр — Юрий Кордонский.
- 2008 — «Тень стрелка» по пьесе Шона О’Кейси. Режиссёр — О. Дмитриев.
- 2011 — «Бабилей» по рассказу Ф. А. Абрамова. Режиссёр — Наталья Колотова.
- 2011 — «Привидения» по пьесе Г. Ибсена. Режиссёр — О. Дмитриев.
- 2011 — «Все дни все ночи» по пьесе М. Гарпе. Режиссёр — Мария Ганева.
- 2012 — «Очищение» по роману С. Оксанен. Режиссёр — Алексей Астахов.
- 2013 — «Человеческий фактор» по повести Ф. Эмманюэль. Режиссёр — А. Астахов.
- 2013 — «Русский и литература» по пьесе М. Осипова. Режиссёр — Сергей Щипицин.
- 2016 — «Синий свет» по пьесе Миеко Оучи. Режиссёр — О. Дмитриев.
- 2017 — «Трактир „Вечность“» по пьесе М. Касими. Режиссёр — Патрик Сомье. Совместная работа Малого драматического театра и некоммерческой ассоциации «Искусство наций» (Франция)
- 2018 — «Вакханалия. Пастернак. Исследование первое.» Цикл спектаклей-исследований ”…да не судимы будете”. Сценарий Л. Додина, В. Галендеев, Игорь Евсеев. Режиссёр — В. Галендеев.
- 2019 — «Кровь книги. Флобер. Исследование второе.» Цикл спектаклей-исследований ”…да не судимы будете”. Сценарий Л. Додина, В. Галендеев, Игорь Евсеев. Режиссёр — В. Галендеев.
- 2021 — «Город Эн» по мотивам романа Л.Добычина. Сценическая композиция и постановка Бориса Павловича.
- 2025 — «Случай в Виши» по пьесе Артура Миллера. Постановка Артура Козина.

## Здание театра
Здание на улице Рубинштейна, в котором размещается театр, было построено в 1872 году по проекту архитектора В. Ф. фон Геккера для фабрики серебряных и бронзовых изделий И. А. Жевержеева (купеческой семье Жевержеевых принадлежал и угловой доходный дом по соседству), которая впоследствии перешла к С. Ф. Верховцеву. В 1911 году по проекту архитекторов Г. А. Косякова и В. В. Фридлейна здание было перестроено под театр. В нём расположился Троицкий театр миниатюр. После революции здание использовалось под кинотеатр. В 1933 году в нём разместился Молодой Театр Гостехникума сценических искусств, с 1940 года — Колхозно-совхозный театр имени Леноблисполкома. В 1956 году здание было передано в пользование МДТ.
Здание театра является памятником архитектуры и охраняется государством в качестве выявленного объекта культурного наследия.
В 2009 году вследствие нехватки помещений в старом здании планировалось построить новое здание театра за ТЮЗом, с 2010 года было предложено иное место, рядом с Океанариумом. Предполагалось начать строительство в 2012 году, но проект был представлен только в 2014 году; в 2015 году был назван срок постройки до лета 2018 года. Одна из задержек была связана с тем, что при рытье котлована были обнаружены  руины школы кантонистов лейб-гвардии Семеновского полка XIX века; к августу 2016 года их исследовали, сняли с государственной охраны и уничтожили. Другая задержка связана с тем, что дирекция предположительно неполностью оплатила проект создателю, «Архитектурной мастерской Мамошина», вследствие чего мастерская наложила запрет на использование проекта и прошёл суд, результатом которого в 2020 году стал запрет на строительство до внесения полной оплаты.